# Charles Joseph de Lopinot
Le comte Charles Joseph de Lopinot de la Fresilliere (1738-1819), fut colonel puis Lieutenant Général de l'armée française et planteur de sucre à Saint-Domingue, l'île qu'il a fui pour se réfugier en 1800 à Trinidad où il construisit le long du Rio de Arouca une église et une ferme de cacao dans un village qui porte aujourd'hui son nom (en).

## Biographie
Charles Joseph de Lopinot quitta la France pour le territoire de la Louisiane en 1781, en pleine Guerre d'indépendance américaine, avant de s'installer dans la colonie française de Saint-Domingue.
Puis il combattit aux côtés des troupes anglaises contre la révolte de Toussaint Louverture après le Traité de Whitehall de 1794 avec l'Angleterre, avant de s'enfuir dans un premier temps à la Jamaïque, en 1800 à la tête d'une centaine de ses esclaves.
Il obtint du gouvernement anglais d'être évacué vers Trinidad. Le lieutenant général de l'île, l'Anglais Thomas Picton, accepta de lui vendre des terres, près de Tacarigua, où il planta jusqu'en 1806 du sucre pour rembourser sa dette.
En 1806, il s'installa sur d'autres terres, dans la partie nord, montagneuse et peu peuplée de l'île, pour produire cette fois du cacao. La terre lui ayant été cette fois accordée sous forme d'un don d'une surface de 478 acres.
Le comte servit comme brigadier-général dans la milice de l'île. Il avait appelé le site cacaoyer où il a été enterré en 1819, La Reconnaissance, en raison du panorama. La ferme a été transformée depuis en musée.
Depuis 1783, les autorités espagnoles puis anglaises de l'île encourageaient l'arrivée d'immigrants français créoles, Trinidad étant encore très peu peuplée: seulement 2813 habitants en 1782, dont les trois quarts Amérindiens, proportion connue dans aucune autre île de la Caraïbe. La plupart des Français sont arrivés bien plus tôt : dès 1789, les Amérindiens ne représentent plus que 11 % de la population.
Une épidémie ayant détruit en 1727 quasiment tous les pieds de Cacao Criollo, drame parfois attribué à un ouragan, les planteurs Amérindiens de Cacao Criollo avaient créé dès 1757 un mélange avec l'autre variété, plus robuste, le forestero, venu de l'Amazonie, pour donner naissance au cacao Trinitario, qui sera exporté au XIXe siècle dans toute l'Asie.

## Archives
- Le fonds d'archives de Charles-Joseph de Loppinot est conservé au centre d'archives de Québec de Bibliothèque et Archives nationales du Québec[6].